# Dorcasominae
Dorcasominae Lacordaire, 1869 è una sottofamiglia di coleotteri della famiglia dei Cerambicidi.

## Tassonomia
La sottofamiglia comprende i seguenti generi:
- Tribù Dorcasomini Lacordaire, 1868
  - Dorcasomus Audinet-Serville, 1834

- Tribù Apatophysini Lacordaire, 1869
  - Acapnolymma Gressitt & Rondon, 1970
  - Aedoeus Waterhouse, 1880
  - Afroartelida Vives & Adlbauer, 2005
  - Afroccrisis Vives, 2009
  - Agastophysis Miroshnikov, 2014
  - Aliturus Fairmaire, 1902
  - Alleculaedoeus Villiers, Quentin & Vives, 2011
  - Analogisticus Miroshnikov, 2014
  - Andringitrina Villiers, Quentin & Vives, 2011
  - Ankirihitra Villiers, Quentin & Vives, 2011
  - Anosibella Villiers, Quentin & Vives, 2011
  - Anthribola Bates, 1879
  - Antigenes Pascoe, 1888
  - Apatobatus Vives & Heffern, 2012
  - Apatophysis Chevrolat, 1860
  - Apheledes Pascoe, 1888
  - Appedesis Waterhouse, 1880
  - Apterotoxitiadella Bjørnstad, 2017
  - Artelida Thomson, 1864
  - Bejofoana Villiers, Quentin & Vives, 2011
  - Boppeus Villiers, 1982
  - Borneophysis Vives & Heffern, 2006
  - Brachymyiodola Villiers, Quentin & Vives, 2011
  - Capetoxotus Tippmann, 1959
  - Capnolymma Pascoe, 1858
  - Catalanotoxotus Vives, 2005
  - Cribraedoeus Villiers, Quentin & Vives, 2011
  - Criocerinus Fairmaire, 1894
  - Dalitera Villiers, Quentin & Vives, 2011
  - Dinopteroides Villiers, Quentin & Vives, 2011
  - Dorcianus Fairmaire, 1901
  - Dotoramades Villiers, 1982
  - Dysmathosoma Waterhouse, 1882
  - Eccrisis Pascoe, 1888
  - Echaristha Fairmaire, 1901
  - Enthymius Waterhouse, 1878
  - Epitophysis Gressitt & Rondon, 1970
  - Eupalelius Fairmaire, 1896
  - Formosotoxotus Hayashi, 1960
  - Gaurotinus Fairmaire, 1897
  - Harimius Fairmaire, 1889
  - Heteraedoeus Villiers, Quentin & Vives, 2011
  - Hukaruana Villiers, Quentin & Vives, 2011
  - Hypogenes Villiers, Quentin & Vives, 2011
  - Icariotis Pascoe, 1888
  - Kudekanye Rice, 2008
  - Leonaedoeus Villiers, Quentin & Vives, 2011
  - Lepturasta Fairmaire, 1901
  - Lepturomyia Quentin, 2000
  - Lepturovespa Villiers, Quentin & Vives, 2011
  - Lingoria Fairmaire, 1901
  - Logisticus Waterhouse, 1878
  - Lycosomus Aurivillius, 1903
  - Malagassycarilia Villiers, Quentin & Vives, 2011
  - Mastododera Thomson, 1857
  - Megasticus Vives, 2004
  - Microcapnolymma Pic, 1928
  - Micrometopus Quedenfeldt, 1885
  - Mimapatophysis Miroshnikov, 2014
  - Molorchineus Villiers, Quentin & Vives, 2011
  - Musius Fairmaire, 1889
  - Omodylia Villiers, Quentin & Vives, 2011
  - Otteissa Pascoe, 1864
  - Pachysticus Fairmaire, 1889
  - Pachyticon Thomson, 1857
  - Parakimerus Villiers, Quentin & Vives, 2011
  - Paralogisticus Vives, 2006
  - Paratophysis Gressitt & Rondon, 1970
  - Pareccrisis Villiers, Quentin & Vives, 2011
  - Parecharista Villiers, Quentin & Vives, 2011
  - Paulianacmaeops Villiers, Quentin & Vives, 2011
  - Phitryonus Fairmaire, 1903
  - Phyllotodes Adlbauer, 2001
  - Planisticus Vives, 2004
  - Protapatophysis Semenov & Schegoleva-Barovskaya, 1935
  - Pseudogenes Fairmaire, 1894
  - Pseudomusius Villiers, Quentin & Vives, 2011
  - Raharizonina Villiers, 1982
  - Ramodatodes Villiers, 1982
  - Sagridola Thomson, 1864
  - Scariates Fairmaire, 1894
  - Scopanta Fairmaire, 1893
  - Sitiorica Villiers, Quentin & Vives, 2011
  - Soalalana Villiers, Quentin & Vives, 2011
  - Stenotsivoka Adlbauer, 2001
  - Stenoxotus Fairmaire, 1896
  - Strophophysis Miroshnikov, 2014
  - Suzelia Villiers, 1982
  - Tomobrachyta Fairmaire, 1887
  - Toxitiades Fairmaire, 1893
  - Trichartelida Villiers, Quentin & Vives, 2011
  - Trichroa Fairmaire, 1894
  - Trypogeus Lacordaire, 1869
  - Tsivoka Villiers, 1982
  - Urasomus Adlbauer, 2012
  - Vadonitoxotus Villiers, Quentin & Vives, 2011
  - Villiersicus Vives, 2005
  - Viossatus Villiers, Quentin & Vives, 2011
  - Xanthopiodus Fairmaire, 1897
  - Zulphis Fairmaire, 1893
  - Zulphisoma Villiers, Quentin & Vives, 2011